# 아마추어 무선

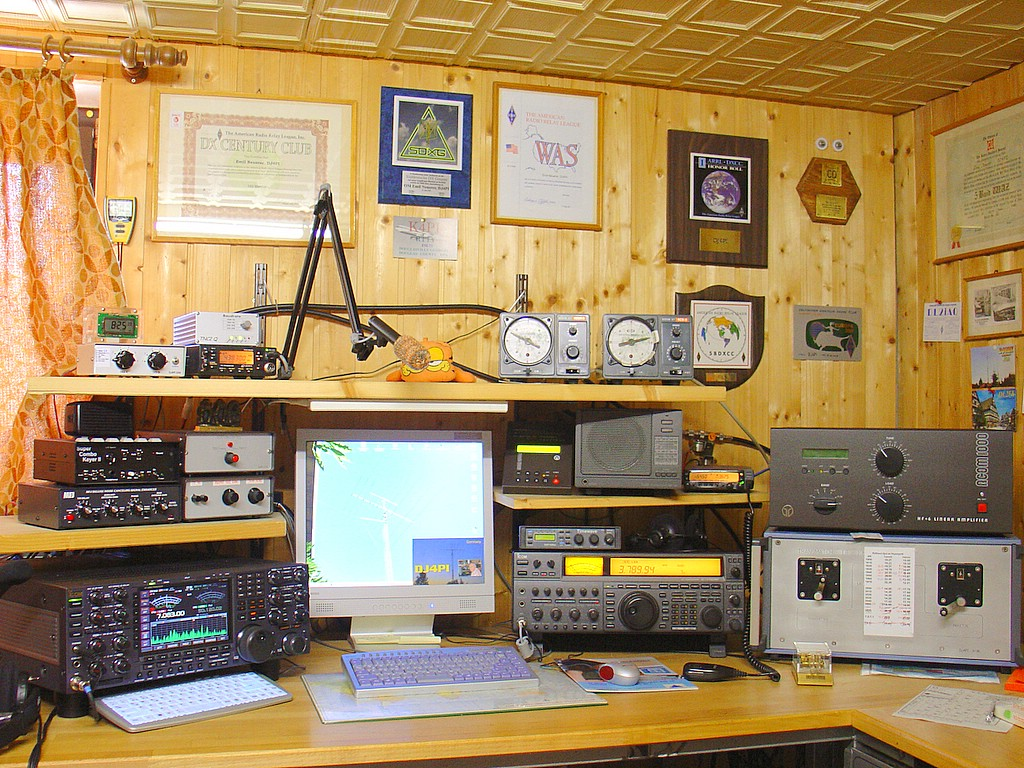

아마추어 무선(영어: Amateur Radio) 또는 햄 라디오(ham radio)는 직업이 아닌 취미 활동으로서 무선 통신을 즐기는 취미이다. 아마추어 무선은 햄(HAM)이라고도 하며, 아마추어 무선사도 햄(HAM)이라는 별명으로 불린다.

## 역사
20세기 초에 무선통신이 발달하게 되자 이에 관심을 가지고 있던 여러 사람들이 개인적인 흥미로 송신기, 수신기를 만들어 무선 통신을 서로 주고 받기 시작하고 발달하기 시작하였다. 초기에는 장파 주파수를 주로 사용하였으나, 1912년 미국에서 세계 최초의 전파법을 제정한후 이후 단파, 초단파 주파수를 주로 쓰기 시작했다. 이때에는 불모의 영역으로 여겨졌으나, 차츰 아마추어 무선사들에 의해 새로운 가능성이 개척되었다.
1914년에는 미국 아마추어 무선연맹(영어: ARRL, American Radio Relay League)를 조직하였다. 그러나 제1차 세계대전이 일어나면서 개인적인 무선통신은 금지되었고, 많은 아마추어 무선사들이 군에서 무선 통신을 담당하게 되었다. 전쟁이후, 1923년 단파대에서 유럽과 미국을 잇는 장거리 교신에 성공하고 이후에 이 주파수대를 활용하여 중계기 없이 전 세계와 연결이 가능한 기술을 개발하게 되었다.
1925년에는 국제 아마추어 무선연합(영어: IARU, International Amateur Radio Union)이 조직되었다. 제2차 세계 대전 중에는 다시 아마추어 무선이 중단되었고 많은 아마추어 무선사들이 다시 전쟁에 희생되었다.
전후 각국에서 아마추어 무선 활동이 차츰 재개 되었다. 대한민국에서는 일제강점기인 1937년에 몇몇 한국인이 시작하였으며, 제2차 세계 대전 후 한국전쟁 사이에는 주한미군에 의해 한국에서 아마추어 무선활동이 있었다. 당시 무선은 간첩이라는 잘못된 인식이 있어 대한민국에 아마추어 무선이 생기기에는 많은 어려움이 있었으나, 1955년 한국 아마추어 무선연맹(영어: KARL, Korean Amateur Radio League)를 창립하고 1959년 7월에 서울대학교 문리과대학에 실험무선국 HL2AA의 호출부호로 최초의 아마추어 무선국이 허가되었다.

## 정의
국제 무선연맹(영어: ITU, International Telecommunication Union)에서 제정한 국제전기통신협약(영어: Radio Regulation) 및 대한민국 전파법 시행령 제28조12항에서는 아마추어 무선 업무의 정의를 '금전상의 이익을 위하지 아니하고 개인적인 무선 기술의 흥미에 의하여 행하는 자기 훈련 통신과 기술적 연구의 업무'라고 규정하고 있다.

## 부호
아마추어무선에서 사용하는 약부호
| 약어 | 의미                                                                              |
| FB   | 좋다                                                                              |
| OM   | 선배 (Old Man)                                                                    |
| OT   | 오랫동안 아마추어 무선을 해온 사람. 2018년 기준 주로 HL전치부호 투콜(ex. HL1AA등) |
| RIG  | 무선기기                                                                          |
| TX   | 송신기, 송신중 (Transmitter, Transmitting)                                        |
| RX   | 수신기, 수신중 (Receiver, Receiving)                                              |
| NG   | 나쁘다 (Not Good)                                                                 |
| YB   | 후배, 초보자 (Young Boy)                                                          |
| WX   | 날씨 (Weather)                                                                    |
| XYL  | 부인 (ex-Young Lady) ※ ex- 는 '전'이라는 접두사임                                 |
| YL   | 숙녀 (Young Lady) 여성 OP를 말함                                                  |
| 73   | 안녕 (Best Regard)                                                                |
| 88   | 안녕 (Love and Kisses) ※ YL의 종료 인사                                           |

그 외에도 여러 약어가 있으며,
무선국업무규정 등도 확인해보면 도움이 된다.

## 우리별 1호
우리별 1호는 VHF UHF 아마추어 무선 중계기를 탑재, 전 세계 아마추어 무선사들이 자유롭게 이용할 수 있었다. 남극 세종기지에도 아마추어 무전기가 설치되어 있다. 남극 세종기지의 안승용 대원이 아마추어 무전기로 우리별 1호를 이용하기도 하였다. 우주에서 아마추어 무선사들이 자유롭게 교신할 수 있는 대표적인 곳은 국제우주정거장으로, 시간과 주파수만 맞추면 핸디 무전기로 언제나 국제우주정거장 우주인들 교신할 수 있다. 우주인 이소연이 아마추어 무선 교신을 하기도 하였다. 전 세계 사람들과의 아마추어 무선 교신은 국제우주정거장 우주인들의 평상시 활동 중의 하나이다.

## 자격증
대한민국에서 아마추어무선을 하기 위해서는 자격증을 필요로 한다.
자격증은 1, 2, 3 (전신), 3 (전화), 4급으로 나뉘어 있다.
자격증 발급은 전파진흥원에서 담당한다.
대한민국 아마추어무선 자격증
| 자격증       | 운용 범위 |
| 1급          | 아마추어국의 안테나 공급전력 1킬로와트 이하의 무선설비의 운용                                                                                              |
| 2급          | 아마추어국의 안테나 공급전력 200와트 이하의 무선설비의 운용                                                                                                |
| 3급 (전신급) | 아마추어국의 안테나 공급전력 100와트 이하의 무선설비로서 21MHz 이상 또는 8MHz 이하의 주파수의 전파를 사용하는 것의 운용                                    |
| 3급 (전화급) | 아마추어국의 안테나 공급전력 100와트 이하의 무선설비로서 21MHz 이상 또는 8MHz 이하의 주파수의 전파를 사용하는 것의 운용. 단, 모르스부호에 의한 통신은 제외 |
| 4급          | 아마추어국의 안테나 공급전력 10와트 이하의 무선설비로서 30MHz 이상의 주파수의 전파를 사용하는 것의 운용. 단, 모르스부호에 의한 통신은 제외                 |

## 참조
1. ↑  강기동 (2007년 8월 3일). “KARL의 창립 회고록 - II”. 한국아마추어무션연맹. 2011년 7월 14일에 원본 문서에서 보존된 문서. 2011년 2월 21일에 확인함.
2. ↑  박재용 기자 (2008년 4월 18일). “청소년 아마추어 무선햄, 이소연씨와 무선대화”. 뉴시스. 2011년 5월 17일에 확인함.

## 같이 보기
- 무선 통신
- 단파청취